# Centro Universitario Franciscano
La Universidad Franciscana, más conocido como UNIFRA, es una universidad privada de Brasil, que tiene su campus ubicado en el Bonfim ,  Rio Grande do Sul, en la ciudad de Santa María.
La institución ofrece cursos de grado, extensión universitaria , cursos de postgrado y también técnicos. También tiene un vehículo de comunicación interna, la UNIFRA Oficial . Cursos de grado que ofrece la Universidad Franciscana son: Administración , Arquitectura y Urbanismo , Biomedicina , Ciencias de la Computación , Contabilidad , Comunicación social : la especialización en Periodismo , Medios de comunicación : Habilitación en Publicidad , Diseño, Derecho, Económicas , Enfermería, Ingeniería especialidad en Ingeniería Sanitaria y Ambiental : Habilitación de Ingeniería de Materiales, Ingeniería importante en Biomédicas, Farmacia, Filosofía , Física : especialidad en Física Médica, Fisioterapia, Geografía, Historia, Literatura : especialización en portugués e inglés y su Literatura , Idiomas : habilitación de Portugués Lengua Portuguesa y Literatura , Matemáticas , Nutrición , Odontología , Educación , Psicología , Química, Servicios Sociales , Sistemas de Información , Terapia Ocupacional y Turismo .
La Universidad Franciscana siempre se está actualizando. Con cada año que pasa, la infraestructura se moderniza y nuevos cursos están surgiendo trabajos relacionados con la investigación, la docencia y la extensión se hace más sólida y activa. Un diferenciador clave para los que buscan la calidad de la educación superior, y los buenos profesores y equipo moderno, es tener la oportunidad de estar en permanente contacto con el mercado laboral. Para ello, la Universidad Franciscana ofrece oportunidades a los estudiantes muchas maneras de cursos y conferencias a los intercambios con otras universidades y centros de negocios. Combinar la educación de calidad, completa infraestructura para el desarrollo del conocimiento y la tecnología, la Universidad Franciscana prepara excelentes profesionales. Formar honrados ciudadanos, "capaces de interferir en la evolución del mundo".